# Путь ветра
«Путь ветра» (англ. The Way of the Wind) — будущий американский художественный фильм режиссёра Терренса Малика, основанный на евангельских притчах. Главные роли в нём играют Марк Райлэнс, Маттиас Схунартс и Геза Рёриг.

## Сюжет
Известно, что в основу сюжета фильма легли притчи из Нового завета. В числе героев «Пути ветра» Иисус Христос, апостол Пётр и сатана.

## В ролях
- Геза Рёриг — Иисус Христос
- Марк Райлэнс — сатана
- Маттиас Схунартс — святой Пётр
- Бен Кингсли
- Джозеф Файнс
- Дуглас Бут
- Эйдан Тёрнер — Андрей Первозванный
- Джозеф Моул

## Производство
Съёмки фильма начались летом 2019 года в городе Анцио в Центральной Италии. Известно, что часть сцен планировалось снять в заповеднике Тор Кальдара и на берегу Тирренского моря. В июле 2019 года съёмки проходили в Исландии. В сентябре того же года роли в фильме получили Марк Райлэнс, Маттиас Схунартс, Геза Рёриг, Джозеф Файнс, Дуглас Бут, Эйдан Тёрнер, причем Райлэнс рассказал журналистам, что будет играть четыре версии сатаны. В октябре 2019 года к проекту присоединился Джозеф Моул.